# White Sands (Novo México)
White Sands é uma Região censo-designada localizada no estado norte-americano do Novo México, no Condado de Doña Ana.

## Demografia
Segundo o censo americano de 2000, a sua população era de 1323 habitantes.

## Geografia
De acordo com o United States Census Bureau tem uma área de 8,0 km², dos quais 8,0 km² cobertos por terra e 0,0 km² cobertos por água. White Sands localiza-se a aproximadamente 1292 m acima do nível do mar.

## Localidades na vizinhança
O diagrama seguinte representa as localidades num raio de 32 km ao redor de White Sands.